# Rankoth Vehera
Rankoth Vehera és una stupa situada a l'antiga ciutat de Polonnaruwa a Sri Lanka. L'stupa va ser construïda per Nissanka Malla de Polonnaruwa, que va governar el país de 1187 a 1196. El Rankoth Vehera ha estat construït segons la tradició de les stupes de l'Anuradhapura Maha Viharaya i s'assembla molt a Ruwanwelisaya. De fet, una inscripció en pedra situada prop de l'stupa fins i tot l'identifica amb el nom de "Ruwanweli". Tanmateix, més tard s'ha conegut amb el nom que s'utilitza actualment, Rankoth Vehera. En singalès, ran significa or, kotha és el nom donat al pinacle d'una stupa i vehera significa stupa o temple. Així, el nom Rankoth Vehera es pot traduir aproximadament com "Stupa amb Pinacle Daurat". Juntament amb el Kiri Vehera, és una de les stupes més venerades de Polonnaruwa.

## Descripció
Rankoth Vehera és una estructura feta totalment de maó i té una circumferència de base de 170 m i una alçada de 33 m. Tanmateix, la forma original de l'stupa, especialment la seva part superior, s'ha canviat durant els treballs de renovació fets pels governants posteriors i s'estima que l'alçada original de Rankoth Vehera podria haver estat gairebé 61 m. Malgrat això, segueix sent l'stupa més gran de l'antiga ciutat de Polonnaruwa i la quarta stupa més gran del país. L'stupa té quatre grans Vahalkadas, una estructura que s'utilitza per oferir flors i també per suportar el pes d'una stupa. Aquests també estan fets de maó. L'stupa es troba al centre d'una gran terrassa quadrada, que també està envoltada per un mur de maó. La terrassa té quatre accessos orientats als quatre punts cardinals, amb camins de sorra que hi condueixen. Una inscripció en pedra prop d'una de les entrades esmenta que el rei Nissanka Malla va observar i supervisar la construcció de l'stupa des d'allà. També s'esmenta que adorava l'stupa des d'una petita plataforma, que es troba en un racó de la terrassa.